# جوناثان بيرش
جوناثان بيرش (بالإنجليزية: Jonathan Birch)‏ هو لاعب سنوكر بريطاني، ولد في 15 فبراير 1968 في ميدلزبرة في المملكة المتحدة.

## روابط خارجية
- جوناثان بيرش على موقع CueTracker.net (الإنجليزية)